# Ernesto Márquez Guerrero
Ernesto Márquez Guerrero es un político mexicano, miembro del Partido Acción Nacional. Fue presidente municipal de Armería, Colima de 2003 a 2006. Fue el primer presidente municipal del PRD en Colima y excandidato a diputado local en el Congreso de Colima para la LV Legislatura del Congreso del Estado de Colima, elecciones que perdió con Gonzalo Isidro Sánchez Prado. A pesar de haber pertenecido al PRD, Ernesto Márquez Guerrero fue el abanderado panista en Armería (Colima) para buscar la presidencia municipal luego de la negativa del PRD para hacer una coalición. Finalmente, Márquez Guerrero ganó de nueva cuenta la Presidencia Municipal de Armería.